# Трент Резнър
Майкъл Трент Резнър (на английски: Michael Trent Reznor), по-известен само като Трент Резнър, е американски музикант и продуцент, който създава и развива групата Найн Инч Нейлс.

## Биография
Майкъл Трент Резнър е роден на 17 май 1965 г. в Ню Касъл, Пенсилвания. Обръщат се към него със средното му име, за да се избегне объркване с баща му. След като родителите му се развеждат, той живее с баба си и дядо си, а сестра му Тера живее с майка им.
Започва да свири на пиано на 5 години и показва, че има дарба. В гимназията се научава да свири на саксофон и туба. Според бившия директор Резнър е бил весел и приятелски настроен. Включва се и в театъра на гимназията. Дипломира се през 1983 година и учи компютърно инженерство в колеж. Става част от местна група, наречена Option 30, и свири на сцена три пъти седмично с тях. След година в колежа Резнър решава да напусне и да започне да се занимава с музика. Той се премества в Кливлънд, Охайо. През 1985 година се присъединява към групата The Innocent, където свири на клавирни инструменти. Те издават един албум Livin' in the Street, но Резнър напуска след 3 месеца. През 1986 година той се появява като член на групата The Problems във филма Light of Day. Също така се присъединява към местната група The Exotic Birds.
Резнър си намира работа в Right Track Studio, което сега се казва Midtown Recording, като момче за всичко. Собственикът на студиото Бил Костър казва, че Резнър е много съсредоточен във всичко, което прави. Костър разрешава на Трент да използва студиото през времето, когато е затворено. Там той записва песни, които после се включват в първия албум на Найн Инч Нейлс, Pretty Hate Machine. Тези песни по-късно се включват в Purest Feelings.
Резнър харесва игрите и най-вече Doom на ID Software, която по негови думи той е играл в автобуса, с който Найн Инч Нейлс са пътували за концерти и турнета. Той също създава саундтрака към играта Quake на ID Software. Логото на Найн Инч Нейлс се появява на кутиите с амуниции за nail gun, а също така и написано на пода и тавана на тайна стая в Ultimate Doom.
Трент се връща да работи с ID Software през 2003 година при направянето на Doom 3, но му се налага да се откаже от този проект и работата му не влиза в играта.
През петте години между албумите The Downward Spiral (1994) и The Fragile (1999), Трент Резнър се опитва да преодолее смъртта на баба си, депресията и други психологически проблеми като невъзможността да пише нови песни. Той също е имал проблеми с общуването в този период. Резнър сам разкрива, че е бил пристрастен към алкохол и наркотици.
През 2005 година Трент завършва работата върху новия албум на Найн Инч Нейлс, наречен Year Zero.
През 2008 година излизат два нови албума на групата – Ghosts и The Slip, разпространявани безплатно под Creative Commons Attribution-Non Commercial Share Alike License.
През 2013 година излиза албумът Hesitation Marks.